# Gourmet (Genre)

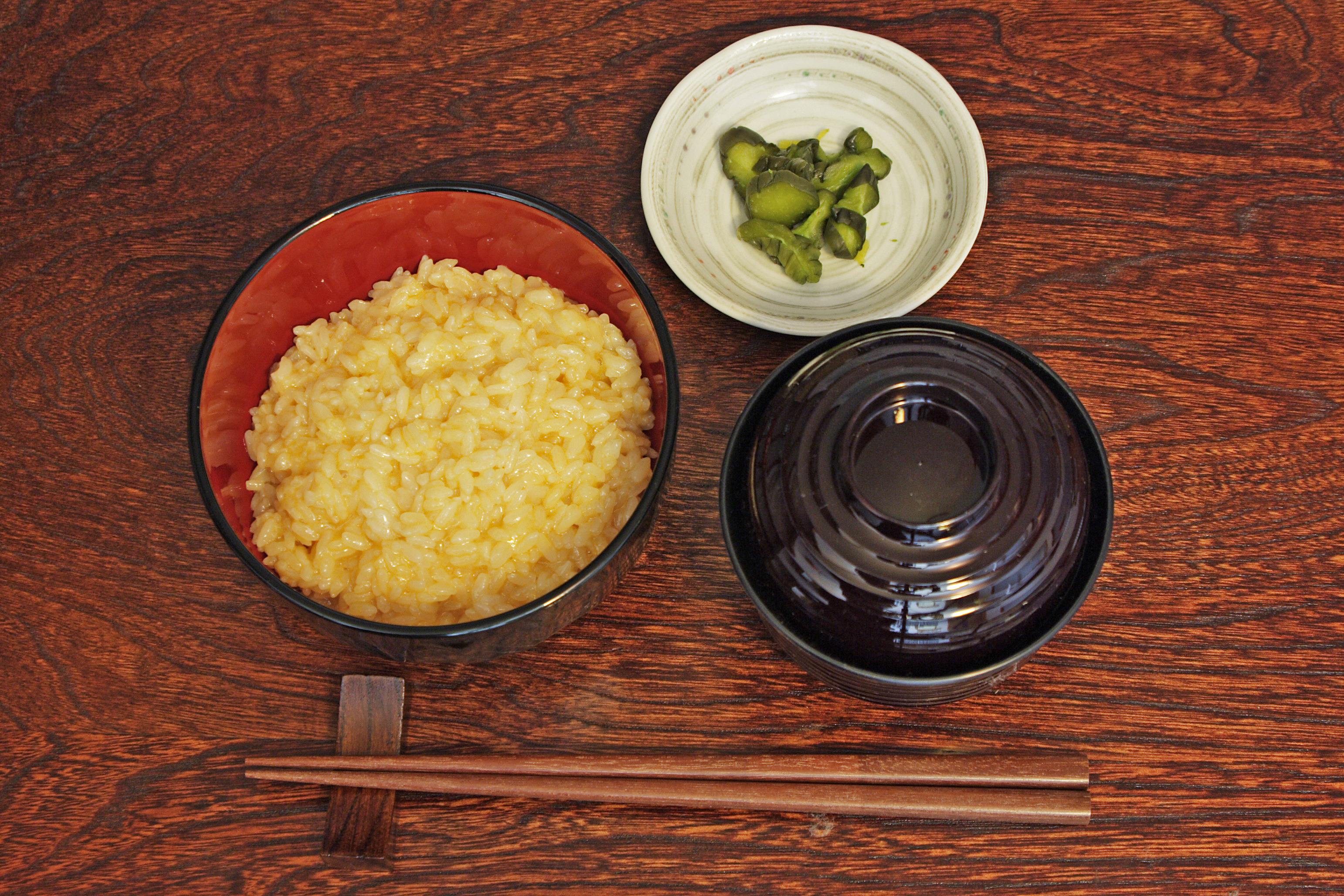
Gerichte der Japanischen Küche, auch einfache, sind häufig Gegenstand der Geschichten des Genres

Als Gourmet-Genre (jap. グルメ漫画・アニメ, gurume manga/anime) oder Koch-Genre (料理漫画・アニメ, ryōri manga/anime) wird ein Genre von japanischen Comics und Animationsfilmen, Manga und Anime, bezeichnet. Die Werke des Genres beschäftigen sich mit Kochen und Essen – entsprechend stehen Köche, Gourmets oder Restaurantkritiker im Fokus der Geschichten. Einige Autoren ordnen die Koch-Manga als Teil eines Berufsgenres ein, in denen der Arbeitsalltag je einer Berufsgruppe im Mittelpunkt steht.

## Inhalte
In Serien des Gourmet-Genres stehen in einem üblichen Kapitel oder einer Episode je ein Gericht und dessen Zubereitung im Mittelpunkt. Die Geschichte einer Serie folgt oft einem, in der an junge Männer und männliche Jugendliche gerichteten Gattung Shōnen üblichen Schema: Es wird der Aufstieg eines Außenseiters in der Welt des Berufs oder Hobbys, hier des Kochs, Gourmets oder Kritikers, gezeigt, der schließlich der Beste seines Faches wird oder werden will. Der junge Koch geht üblicherweise bei einem Meister in die Lehre und der japanischen Lehrtradition Shugyō entsprechend lernt er vor allem durch Beobachtung und Nachahmung des Meisters. Einige Serien bringen auch den Aspekt des Wettstreits ein, in dem sich der Protagonist mit seinen Kontrahenten in seinem Fach misst. Neben der eigentlichen Handlung und dem darin über das Kochen ausgetragenen Konflikt bieten die Serien dem Leser oder Zuschauer oft Hinweise und Tipps zum Kochen bis hin zu Rezepten zum Nachkochen. Über die Serien zu professionellen Köchen hinaus gibt es auch solche, die sich Hausfrauen oder -männern widmen und dabei eine einfachere, alltagsverbundenere Herangehensweise an das Kochen vermitteln.
Zielgruppe wie auch Autoren sind meist junge Männer, viele der Serien sind dementsprechend der Seinen-Gattung zuzuordnen. Doch auch Werke für jüngeres oder weibliches Publikum, das heißt Shōnen oder Shōjo-Serien, sind vertreten. An eine weibliche Leserschaft gerichtete Geschichten beschäftigen sich eher mit Süßspeisen und sind als Liebesgeschichten angelegt. Eine Fokussierung der Serie auf eine bestimmte Küche oder Gastronomiesparte ist üblich, so dreht sich Cuisinier um Wettkämpfe zwischen Köchen der französischen Küche und Chūka Ichiban! bringt seinen Lesern die chinesische Küche näher. Über das Wissen zu Rezepten oder Küchen hinaus werden nicht selten auch bestimmte Werte vermittelt. Dies kann die Wertschätzung für Tradition oder für die verfügbare Vielfalt an Nahrung sein, die Wertschätzung für einfache Speisen, Geduld und Achtsamkeit beim Kochen oder Gastfreundschaft. Einige Serien zeigen, wie alltägliche, auch moralische Probleme durch andere oder bewusstere Ernährung gelöst werden. Über das Thema Kochen und Essen werden so menschliche Beziehungen und soziale Probleme erkundet.
Eine Besonderheit ist Ajimantei, eine Satire auf das Genre. In dieser Serie kreieren Klischeebilder japanischer Koch- oder Gourmettypen unverzehrbar oder völlig stillos erscheinende Mahlzeiten.

## Stilmittel
Die Stil- und Erzählmittel entsprechen weitgehend denen, die allgemein im Manga und Anime, insbesondere dem Story-Manga mit seinen langen Handlungsbögen, verbreitet sind: Filmische Erzählweise mit wechselnden Blickwinkeln, Perspektiven und Wechsel zwischen Nah- und Fernaufnahmen. Dynamik wird besonders in die Szenen der Essenszubereitung gelegt, die ähnlich einem Schwertkampf inszeniert werden. Lautmalereien zu jeder Art der Tätigkeit unterlegen diese Szenen, bis hin zu Worten, die nicht Töne, sondern Textur oder Temperatur des Essens beschreiben sollen (gitaigo). So steht ein hokuhoku über einer heißen Süßkartoffel für deren weiche Konsistenz. Die Speisen werden, im Gegensatz zum Rest des Dargestellten, in Nahaufnahme photorealistisch gezeigt. Der mit diesem Kontrast zwischen Speisen und Figuren verbundene Maskierungseffekt erleichtert die Identifikation mit den handelnden Figuren und lässt das Essen umso mehr als sinnliches Erlebnis erscheinen. Die Fiktionalität der vereinfacht dargestellten Charaktere und deren Geschichte wird betont, ebenso wie die Realität der gezeigten Speisen. Bei Betrachtung des Essens wird der Leser kurz aus der Geschichte herausgerissen und der Erzählfluss kommt zum Stehen.

## Einordnung und Wirkung in die japanische Kultur und Medien
In der japanischen Kultur haben das Selbstzubereiten von Speisen sowie die regionalen und saisonalen Unterschiede der Küchen eine große Bedeutung. Dies spiegelt sich nicht nur im Gourmet-Genre, sondern in vielen Manga- und Animeserien wider, in denen Essen und Kochen zum Thema von Gesprächen oder ganzen Folgen wird. Zwar bereiten, vor allem unter den Jüngeren, nur noch recht wenige Japaner täglich selbst ihr Essen zu, dennoch wird Essen und Kochen eine große Wertschätzung zuteil. Die Beschäftigung mit dem Thema in Form von Mangas, Animes oder anderen Medien kann als Ersatz für die fehlende Selbstbetätigung gesehen werden. Dabei können die Serien auch neue Trends befördern. So trug das seit 2001 erscheinende Yakitate!! Japan, in dem es um einen Jungen geht, der Bäcker werden will, dazu bei, dass in Japan Brot und besonders das Selbstbacken von Brot beliebter wurde.
Da der Beruf des Kochs in Japan eine traditionelle Männerdomäne ist, wie auch Frauen der traditionellen Rollenverteilung nach im Haushalt arbeiten und nicht Berufen nachgehen, sind die Protagonisten meist männlich. Auch die vorherrschend männliche Leser- und Autorenschaft trägt dazu bei. Jedoch weichen sowohl Rollenbild als auch die Grenzen der Zielgruppen und Künstler mit der Zeit auf.
Der Aspekt des Wettbewerbs zwischen Köchen findet sich auch außerhalb von Anime und Manga in den japanischen Medien, so seit der Kochshow Iron Chef von 1993 in Form von Fernseh-Shows.

## Geschichte
Eine der ersten Serien war der von 1973 bis 1977 erschienene Manga Hōchōnin Ajihei von Jirō Gyū und Jō Big. Bereits davor spielten Essen und Kochen im Manga eine Rolle, so in Sazae-san, einer seit 1946 erschienenen Serie um eine Hausfrau. Doch im Zentrum stand das Thema lange nicht. Tekka no Makihei von Yūichirō Ōbayashi und Yasuyuki Tagawa führt als erste den Wettbewerbsaspekt ein, indem der junge Sushikoch gegen andere Schüler antrat. Als einer der ersten Action-Kochmanga gilt Mikiya Mochizukis Totsugeki Rāmen von 1970. Während des Höhepunkts des wirtschaftlichen Aufschwungs in Japan in den 1980er Jahren entstand ein Feinschmecker-Trend, der zu einer Popularisierung des Genres führte. Die am längsten laufende und erfolgreichste Serie ist der seit 1983 im Magazin Big Comic Spirits erscheinende Manga Oishimbo von Tetsu Kariya und Akira Hanasaki.

## Ausgewählte Werke
Im Folgenden werden Werke des Genres gelistet, die international veröffentlicht oder wegen ihrer besonderen Bedeutung in der Fachliteratur rezipiert wurden.
| Titel                                          | Alternativtitel                    | Jahr(e)   | Gattung |
| ---------------------------------------------- | ---------------------------------- | --------- | ------- |
| Aji Ichimonme                                  |                                    | 1987–1999 | Seinen  |
| Ajimantei                                      |                                    | 1996–1997 | Seinen  |
| Bambiino!                                      |                                    | 2004–2009 | Seinen  |
| Bartender                                      |                                    | 2004–2011 | Seinen  |
| Bonjour Koiaji Patisserie                      | Bonjour Sweet Love Patisserie      | 2014–2015 | Shōjo   |
| Chūka Ichiban!                                 |                                    | 1995–1999 | Shōnen  |
| Cooking Papa                                   |                                    | 1985–     | Seinen  |
| Cuisinier                                      |                                    | 2000–2001 | Seinen  |
| Dungeon Meshi                                  | Delicious in Dungeon               | 2014–     | Seinen  |
| Emiya-sanchi no Kyō no Gohan                   | Today’s Menu for Emiya Family      | 2016–     | Seinen  |
| Food Wars! Shokugeki no Soma                   | Shokugeki no Sōma                  | 2012–     | Shōnen  |
| Der Gourmet – Von der Kunst allein zu genießen | Kodoku no Gurume                   | 1994–1996 | Seinen  |
| Hōchōnin Ajihei                                |                                    | 1973–1977 | Shōnen  |
| Isekai Izakaya Nobu                            |                                    | 2014–     | Seinen  |
| Isekai Shokudō                                 | Restaurant to Another World        | 2013–     | Seinen  |
| Karē Naru Shokutaku                            | Addicted to Curry                  | 2001–     | Seinen  |
| Kinō Nani Tabeta?                              | What Did You Eat Yesterday?        | 2007–     | Seinen  |
| Kitchen no Ohime-sama                          | Kitchen Princess                   | 2004–2008 | Shōjo   |
| Kōfuku Graffiti                                | Gourmet Girl Graffiti              | 2012–     | Shōjo   |
| Mister Ajikko                                  |                                    | 1986–1990 | Shōnen  |
| Mix Vegetable                                  |                                    | 2005–2007 | Shōjo   |
| Muteki Kamban Musume                           | Noodle Fighter Miki                | 2002–2006 | Shōnen  |
| Natsuko no Sake                                | Natsuko’s Sake                     | 1988–1991 | Seinen  |
| Oishimbo                                       |                                    | 1983–     | Seinen  |
| Ramen Daisuki Koizumi-san                      | Ms. Koizumi Loves Ramen Noodles    | 2013–     | Seinen  |
| Rāmen Hakkenden                                |                                    | 2000–2009 | Seinen  |
| Rokuhōdō Yotsuiro Biyori                       |                                    | 2013–     | Seinen  |
| Seiyō Kottō Yōgashiten                         | Antique Bakery                     | 1999–2002 | Shōjo   |
| Shōta no Sushi                                 |                                    | 1992–1997 | Shōnen  |
| Sweetness and Lightning                        | Amaama to Inazuma                  | 2013–     | Seinen  |
| Taishi Kakka no Ryōrinin                       | Le Chef Cuisinier de L’Ambassadeur | 1998–2006 | Seinen  |
| The Chef                                       |                                    | 1985–2013 | Seinen  |
| Tekka no Makihei                               |                                    | 1978–1981 | Seinen  |
| Tetsunabe no Jan!                              | Iron Wok Jan                       | 1995–2000 | Shōnen  |
| Toriko                                         |                                    | 2008–2016 | Shōnen  |
| Totsugeki Rāmen                                |                                    | 1970–1971 | Shōnen  |
| Tsukiji Uogashi Sandaime                       |                                    | 2000–2014 | Seinen  |
| Yakitate!! Japan                               |                                    | 2001–2007 | Shōnen  |
| Yumeiro Cooking                                |                                    | 1988–1990 | Shōjo   |
| Yumeiro Patissiere                             |                                    | 2008–2011 | Shōjo   |